# Copa del Mundo de Ciclismo de 2000
La Copa del Mundo de Ciclismo en el año 2000 tuvo los siguientes resultados:

## Calendario
| Prueba                   | Fecha         | País         | Vencedor           | Equipo del vencedor |
| ------------------------ | ------------- | ------------ | ------------------ | ------------------- |
| Milán-San Remo           | 18 de marzo   | Italia       | Erik Zabel         | Telekom             |
| Tour de Flandes          | 2 de abril    | Bélgica      | Andréi Chmil       | Lotto-Adecco        |
| París-Rouaix             | 9 de abril    | Francia      | Johan Museeuw      | Mapei-Quick Step    |
| Lieja-Bastoña-Lieja      | 16 de abril   | Bélgica      | Paolo Bettini      | Mapei-Quick Step    |
| Amstel Gold Race         | 22 de abril   | Países Bajos | Erik Zabel         | Telekom             |
| HEW Cyclassics           | 6 de agosto   | Alemania     | Gabriele Missaglia | Lampre-Daikin       |
| Clásica de San Sebastián | 12 de agosto  | España       | Erik Dekker        | Rabobank            |
| G. P. Suiza              | 20 de agosto  | Suiza        | Laurent Dufaux     | Saeco               |
| París-Tours              | 8 de octubre  | Francia      | Andrea Tafi        | Mapei-Quick Step    |
| Giro de Lombardía        | 21 de octubre | Italia       | Raimondas Rumsas   | Fassa Bortolo       |

## Clasificaciones

### Individual
| Posición | Ciclista             | Equipo           | Puntos |
| -------- | -------------------- | ---------------- | ------ |
|          | Erik Zabel           | Telekom          | 347    |
| 2        | Andréi Chmil         | Lotto-Adecco     | 285    |
| 3        | Francesco Casagrande | Vini Caldirola   | 230    |
| 4        | Paolo Bettini        | Mapei-Quick Step | 217    |
| 5        | Romāns Vainšteins    | Vini Caldirola   | 204    |
| 6        | Óscar Freire         | Mapei-Quick Step | 164    |
| 7        | Davide Rebellin      | Mapei-Quick Step | 164    |
| 8        | Fabio Baldato        | Fassa Bortolo    | 145    |
| 9        | Zbigniew Spruch      | Lampre-Daikin    | 144    |
| 10       | Peter Van Petegem    | Farm Frites      | 135    |

### Por equipos
| Pos | Equipo           | País         | Puntos |
| --- | ---------------- | ------------ | ------ |
| 1   | Mapei-Quick Step | Italia       | 96     |
| 2   | Rabobank         | Países Bajos | 71     |
| 3   | Fassa Bortolo    | Italia       | 60     |